# Margareta av Bayern
Margareta av Bayern, född 1363, död 1424, var en hertiginna av Burgund, gift i Cambrai 1385 med hertig Johan den orädde. Hon var dotter till Albert av Bayern (1336-1404) och Margareta av Liegnitz-Brieg (ca 1340-1386). Hon var regent i Nederländerna under makens frånvaro 1404-1409 och i Burgund under sonens frånvaro 1419-1424.  

## Biografi
Margareta växte möjligen upp i Haag i Hainaut i Nederländerna, där hennes far var ställföreträdande regent åt sin bror Vilhelm V av Holland, Zeeland och Hainaut. 

### Giftermål
Äktenskapet arrangerades som ett dubbelbröllop mellan henne och Johan av Burgund och hennes bror och Johans syster för att öka de båda familjernas prestige. Vigseln skedde i Cambrai, som var en gränsstad mellan Hainaut och det burgundiska Artois. Margareta var 21 och hennes man var 13. Bröllopet var mycket praktfullt och skedde i närvaro av cirka tjugo tusen gäster, även kungen av Frankrike. 
Hennes hemgift användes av svärfadern för att köpa och inlemma länet Charolais med hertigdömet Burgund. Det är okänt om makarna träffade varandra så mycket de första året och när äktenskapet fullbordades, och Margareta var ofta med sin svärfar vid det franska hovet, där han hade en stark maktställning. Åren 1394-98 stred maken mot turkarna, och efter hans återkomst levde paret tillsammans. 

### Hertiginna av Burgund
År 1404 efterträdde maken sin far som hertig och monark i Burgund. Han vistades sällan i Nederländerna, som tillhörde Burgund, och Margareta fick därför fungera som hans ställföreträdande regent i Nederländerna 1404-1409. Hon levde som regent mestadels i Ghent. 
Margareta ska ha spelat en roll i rivaliteten mellan maken och hans kusin Ludvig, hertig av Orleans, bror till den franske kungen. Ludvig ska vid ett tillfälle vid franska hovet ha försökt övertala Margareta att begå äktenskapsbrott med honom. 

### Regent och senare liv
År 1419 blev Margareta regent i det franska Burgund och skötte framgångsrikt försvaret mot greven av Armagnac. 
Samma år blev hon änka. Hon hade inflytande på sin sons regering och var hans regent i franska Burgund 1419-24. 
Margareta beskrivs som en skicklig och stark politiker, och prisades för sin lojalitet mot sin make och son.